# WinWAP
WinWAP — браузер для перегляду WAP-сторінок на комп'ютері. WinWAP for Windows дозволяє проглядати ресурси, які доступні тільки для мобільних телефонів, крім цього програма дає можливість налагодження власних WAP-сторінок, однак найголовнішим перевагою WinWAP for Windows є можливість використання звичайного підключення до Інтернету замість дуже дорогого доступу до WAP зі звичайного мобільного телефону.
Головними особливостями WinWAP for Windows є:
- Підтримка закладок (табів) для відкриття безлічі сторінок в одному вікні;
- Повна сумісність з WAP 2.0;
- Підтримка наступних мов розмітки: xHTML Mobile Profile 1.2, xHTML 1.1, WML 2.0, HTML 4.01, CSS (WAP CSS, CSS 2.1).